# 扎金索斯島

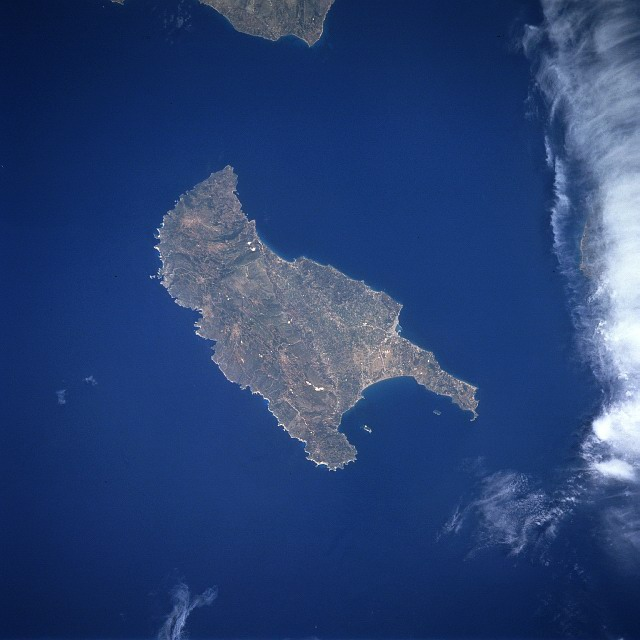
扎金索斯岛卫星照片

扎金索斯岛（希臘語：Ζάκυνθος）是希腊的一个岛屿，位于希腊西海岸伊奥尼亚海里，为伊奧尼亞群島中第三大岛屿。岛屿面积为405.55平方公里，海岸线长达123公里。行政上该岛属于伊奧尼亞群島大區扎金索斯专区扎金索斯市镇。岛上的主要城市为位于岛屿最东部的扎金索斯市。
据希腊神话，该岛的名字来自達耳達諾斯的儿子扎金索斯。